# Lomwe (Sprache)
Lomwe (auch Ngulu) ist eine Bantusprache und wird von circa 1,5 Millionen Menschen gesprochen.
Sie wird von ca. 5 % der Bevölkerung Mosambiks gesprochen und ist in der Provinz Zambezia und dem südlichen Teil der Provinz Nampula verbreitet.
Lomwe wird in der lateinischen Schrift geschrieben.

## Klassifikation
Als Teil der Makua-Gruppe ist Lomwe mit den Sprachen Makua und Chuwabo verwandt. Nach der Einteilung von Malcolm Guthrie gehört Lomwe zur Guthrie-Zone P30.
Das in Malawi gesprochene Chilomwe stammt von Lomwe ab. Es entstand, da ein Teil der ethnischen Gruppe der  Lomwe im 19. Jahrhundert in das heutige Malawi ausgewandert ist. Die beiden Varietäten haben sich bereits so weit auseinanderentwickelt, dass die Sprecher sich nicht mehr verständigen können.